# Wildenwart
Wildenwart est un village situé dans l'arrondissement de Rosenheim, région de Chiemgau en Haute-Bavière. Le roi Louis III de Bavière et sa famille s'y retirèrent après la chute de la monarchie. La reine y mourut le 3 février 1919, la princesse Gundelinde s'y maria le 23 février suivant. Ayant du fuir la menace révolutionnaire, l'ex-roi et sa famille s'y installèrent définitivement en 1920. Le prince royal s'y remaria en 1921 avec  la princesse Antonia de Luxembourg avant de s'installer au Château de Leutstetten.